# Castlevania: Lament of Innocence
| Сводный рейтинг       | Сводный рейтинг     |
| Агрегатор             | Оценка              |
| --------------------- | ------------------- |
| GameRankings          | 78,72 %             |
| Metacritic            | 79/100 (45 обзоров) |
| MobyRank              | 79/100              |
| «Критиканство»        | 70/100 (1 обзор)    |
| Иноязычные издания    |                     |
| Издание               | Оценка              |
| GameSpot              | 7,7/10              |
| GameSpy               | [ 6 ]               |
| IGN                   | 9/10                |
| Русскоязычные издания |                     |
| Издание               | Оценка              |
| «Домашний ПК»         | [ 8 ]               |

Castlevania: Lament of Innocence (с англ. — «Элегия Невинности») — видеоигра в жанре action-adventure, разработанная Konami для консоли PlayStation 2. Это первая игра франшизы, выпущенная для PlayStation 2, и третья, локации которой выполнены в трёхмерном окружении. Она была выпущена в Японии и Северной Америке под конец 2003 года, и в Европе и Австралии в начале 2004 года.
Действие Lament Of Innocence происходит в 1094 году и сосредоточено на вечном конфликте между охотниками на вампиров из Клана Бельмонтов и бессмертном вампире по имени Дракула. Сюжет Lament Of Innocence следует за Леоном Бельмонтом, пришедшим в замок вампира ради своей невесты, которая была похищена.
Lament Of Innocence получила в целом положительные отзывы от критиков, которые хвалили сюжет, геймплей, звуковое оформление и графику. Критике был подвержен повторяющийся левел-дизайн и чрезмерный бэктрекинг.

## Игровой процесс
Главным героем и играбельным персонажем игры выступает Леон Бельмонт. Играя за него, игроку предстоит исследовать замок, наполненный различными загадками, тайниками и сражаться с монстрами и боссами. Комната рядом с замком содержит порталы в пять различных основных зон, которые доступны для посещения с самого начала. После того, как игрок победит всех боссов основных зон, станет доступна финальная зона. Предметы, влияющие на характеристики персонажа, например силу и защиту, можно покупать за внутриигровую валюту в магазине, расположенном на землях замка.
В качестве своего основного оружия, Леон использует Алхимический хлыст (Whip Of Alchemy), выданный ему торговцем по имени Ринальдо. Позже, Леон сможет использовать три других хлыста: Ледяной, Молниевый, и Огненный, каждый из которых охраняется боссами. Ближе к концу игры Алхимический хлыст превратится в более мощного Убийцу Вампиров (Vampire Killer). В дополнение к этому, Леон может совмещать одно из своих вспомогательных оружий: нож, топор, крест, кристалл и святую воду, с одной из семи сфер для создания особой атаки. По мере прохождения игры, Леон изучает особые техники и магические атаки, которые также можно применять в бою.
Кроме, Леона Бельмонта, в игре присутствуют ещё двое разблокируемых персонажей: Тыква (Pumpkin) и Иоахим (Joahim), вампир, выступающий одним из боссов. В бою, Тыква использует хлыст Леона в качестве главного оружия и одно вспомогательное, у него изучены все атакующие и защитные навыки и он наносит больше урона, чем Леон. В противовес ему, Иоахим использует пять летающих мечей в качестве главного оружия и две магические атаки в качестве вспомогательного. Но у него отсутствует инвентарь, он не может использовать реликвии и делать покупки у Ринальдо.

## Сюжет
Сюжет Lament Of Innocence происходит в 1094 году, главным героем является бывший барон и член клана Бельмонтов — Леон Бельмонт. Его близкий друг, Матиас Кронквист, сообщает ему, что возлюбленная Леона, Сара, была похищена могущественным вампиром по имени Уолтер Бернард и сейчас находится у него в заложниках. Леон отправляется на её поиски.
Ступив на земли замка, Леон знакомится с Ринальдо, алхимиком, живущим в лесу снаружи замка Уолтера. Он даёт Леону хлыст, созданный при помощи алхимии и зачаровывает его перчатку, чтобы тот смог использовать магические реликвии, находясь в замке. Леон узнаёт, что ему требуется уничтожить пятерых монстров, для того, чтобы получить доступ к тронному залу Уолтера. Прибыв в замок, Леон побеждает монстров, включая Иоахима Армстера, вампира, бывшего узником в замке. Перед смертью Иоахим упоминает Чёрный (Ebony) и Алый (Crimson) Камни, созданные с помощью алхимии и объясняет Леону, что Чёрный Камень может создавать тьму. Леон узнаёт от Ринальдо, что Алый Камень превращает души вампиров в энергию для своего обладателя.
После того, как Леон достигает покоев Уолтера, он освобождает Сару и пытается убить его с помощью хлыста, но безуспешно. В коттедже Ринальдо выясняется, что Сара медленно превращается в вампира. Ринальдо говорит Леону, что он должен пожертвовать Сарой для того, чтобы сделать хлыст эффективным против Уолтера. Подслушав их разговор, Сара умоляет Леона убить её и использовать её душу, чтобы спасти других от переживания подобной участи. Леон неохотно выполняет ритуал, создавая «Убийцу Вампиров».
Опустошённый потерей Сары, Леон возвращается в замок и побеждает Уолтера. Смерть забирает его душу и предлагает её Матиасу. Он раскрывает, что планировал завладеть душой Уолтера и превратить её в энергию для себя, используя Алый Камень. Матиас объясняет, что он хочет стать бессмертным вампиром, чтобы проклясть Бога, за то, что он забрал его любимую жену Элизабет. Он предлагает то же самое Леону, но он отвергает предложение с отвращением. Матиас приказывает Смерти убить Леона, но Леон побеждает в схватке. Он клянётся, что однажды клан Бельмонтов выследит Матиаса и уничтожит его. Эпилог игры раскрывает, что Матиас стал Дракулой, основным антагонистом серии.